# Тбилисский академический театр имени К. Марджанишвили
Тбилисский академический театр имени К. Марджанишвили (груз. მარჯანიშვილის თეატრი) — один из ведущих драматических театров в Грузии, расположен в Тбилиси, ул. Марджанишвили, 8.

## История театра
В 1928 году театр был открыт стараниями Котэ Марджанишвили в Кутаиси под названием 2-й Государственный драматический театр. В 1930 году театр был переведён в Тифлис и разместился в здании Народного театра Зубалова (Зубалашвили).
Вместе с Котэ Марджанишвили организаторами театра стали его ученики: Верико Анджапаридзе, Тамара Чавчавадзе, Ушанги Чхеидзе, Шалва Гамбашидзе, Додо Антадзе, Александр Жоржолиани.
В 1933 году театру было присвоено имя Котэ Марджанишвили.
С 1949 по 1952 и с 1963 по 1964 год театр возглавлял Арчил Евстафьевич Чхартишвили, в 1957—1960 годах — Верико Анджапаридзе.
В 1958 году коллектив театра был награждён орденом Трудового Красного Знамени. В 1966 году театру было присвоено звание академического.

### Труппа театра
- Годзиашвили, Василий Давыдович (1930—1976)
- Джапаридзе, Медея Валериановна (1942—1994)
- Коберидзе, Отар Леонтьевич (1981—2015?)
- Кикалейшвили, Мамука Андреевич (1981—1984)
- Магалашвили, Эдишер Георгиевич (1948—1964)
- Такайшвили, Сесилия Дмитриевна (1928—1967)
- Элиава, Лия Шалвовна (1955-…)
- Закариадзе, Серго Александрович (1909—1971?)
- Мегвинетухуцеси, Отар Вахтангович (1954—2013)
- Гомиашвили Михаил Арчилович (1997—2022)

### Выдающиеся постановки прошлых лет
- 1928 — «Гоп-ля, мы живём!» Толлера. Режиссёр: Котэ Марджанишвили
- 1928 — «В самое сердце» Дадиани. Режиссёр: Котэ Марджанишвили
- 1929 — «Уриэль Акоста» Гуцкова. Режиссёр: Котэ Марджанишвили
- 1929 — «Кваркваре Тутабери» Какабадзе. Режиссёр: Котэ Марджанишвили
- 1938 — «Свадьба колхозника» Какабадзе
- 1941 — «Строгие девушки» Буачидзе
- 1942 — «Партизаны» Мдивани

## Современная труппа

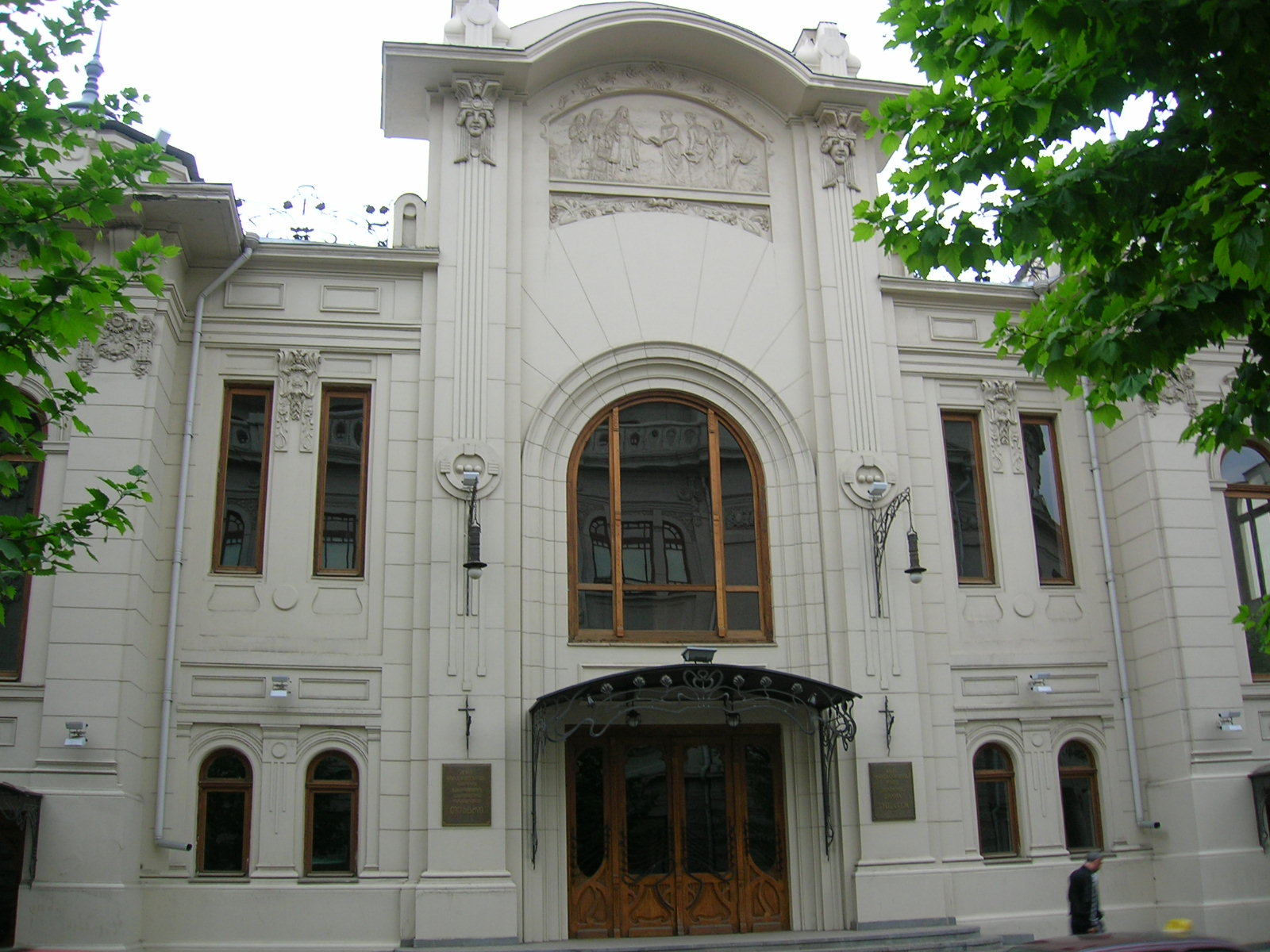
Народный дом Зубалова (1909) — памятник архитектуры модерна — спроектирован С. С. Кричинским

- Гелашвили Важа Давидович
- Стуруа Зураб
- Бурджанадзе Гиоргий
- Двалишвили Давид
- Мурванидзе, Нато
- Чугуашвили Гиви
- Эгутия Марлен
- Губенко Натия